# Thomas Kumm
Thomas Kumm (* 23. Januar 1969 in Ost-Berlin) ist ein ehemaliger deutscher Eisschnellläufer.

## Leben
Thomas Kumm nahm an den Olympischen Winterspielen 1994 in Lillehammer. Über 1500 m belegte er den 19. und über 5000 m den 29. Rang. Zwei Jahre später trat er sowohl bei den Einzelstrecken- und Mehrkampfweltmeisterschaften an.